# Sergius Tiberiu Sbârcea
Sergius Tiberiu Sbârcea (n. 19 iunie 1939) este un fost deputat român în legislatura 2000-2004, ales în județul Mureș pe listele partidului PSD. Sergius Tiberiu Sbârcea a fost validat pe data de 26 martie 2001 când l-a înlocuit pe deputatul Ovidiu Natea. În cadrul activității sale parlamentare, Sergius Tiberiu Sbârcea a fost membru în grupurile parlamentare de prietenie cu Republica Argentina și Republica Algeriană Democratică și Populară. 

## Legături externe
- Sergius Tiberiu Sbârcea Arhivat în 10 august 2020, la Wayback Machine. la cdep.ro